# Крепидот уплощённый
Крепидо́т (крепидо́тус) уплощённый (лат. Crepidotus applanatus) — вид грибов рода крепидот (Crepidotus).

## Описание
Плодовое тело имеет вид сидячей шляпки или имеет рудиментарную ножку.
Шляпка диаметром 0,5—5 см, выпуклая, затем распростёртая, полуокруглая или округлая, раковиновидная или лепестковидная, край полосатый, завёрнут внутрь. Поверхность гладкая, белой, светло-серой, кремовой или охряно-жёлтой окраски. В точке прикрепления шляпки к субстрату заметен белый или кремовый войлок.
Пластинки широкоприросшие или нисходящие, относительно частые, узкие или широкие, дуговидные, цвет от белого до светло-бурого или коричневого. Край пластинок ровный.
Мякоть белая, тонкая, не ломкая, у молодых грибов водянистая, без запаха, со сладковатым вкусом.
Остатки покрывал отсутствуют.
Споровый порошок охряно-бурый. Споры неамилоидные, желтовато-буроватые, шаровидные, диаметром 4,5—6,5 мкм, от мелкобородавчатых до гладких, с выраженным периспорием.
Хейлоцистиды бесцветные, головчатые, 25—70×5—15 мкм. Пилеоцистиды узкоцилиндрические или слабоголовчатые, собраны в кластеры, размерами 30—65×5—10 мкм.
Гифальная система мономитическая, гифы с пряжками, диаметром 3—6 мкм, в кожице шляпки бесцветные или слабо пигментированы. Тип пилеипеллиса — кутис.
Базидии четырёхспоровые, булавовидные, с центральной перетяжкой, размером 22—33×6—11 мкм, в основании имеется пряжка.

## Экология
Сапротроф на остатках древесины лиственных, реже хвойных пород, вызывает белую гниль. Известен в Европе, Северной и Южной Америке, встречается на видах клёна (Acer), бука (Fagus), граба (Carpinus), Nothomyrcia, ели (Picea), пихты (Abies).